# Kościół św. Marcina w Lublinie
Kościół świętego Marcina – rzymskokatolicki kościół parafialny należący do parafii pod tym samym wezwaniem (dekanat Konopnica archidiecezji lubelskiej). Znajduje się w lubelskiej dzielnicy Zemborzyce.
Jest to świątynia w stylu neogotyckim, wybudowana w latach 1906–1907, według projektu inżyniera Augusta Załuskiego z Radomia. Budowa została sfinansowana przez parafian. Wyposażanie świątyni wewnątrz zakończyło się w 1910 roku.
Budowla jest murowana, wzniesiona z cegły, posiada częściowo otynkowane elewacje, jest zwrócona przodem w stronę północno-zachodnią. Zbudowana została na planie wydłużonego prostokąta. Składa się z trzynawowego, halowego korpusu z dwiema kwadratowymi wieżami w fasadzie, prostokątnego prezbiterium o szerokości nawy głównej i trójbocznym zakończeniu oraz przylegających do boków prezbiterium zakrystii i kaplicy. Po bokach zakrystii i kaplicy są umieszczone małe, kwadratowe przedsionki. W narożnikach między wieżami a przedziałem międzywieżowym znajdują się pięciokątne wieżyczki, o wysokości równej 2/3 korpusu (w nich są umieszczone klatki schodowe).
Bryła świątyni jest zdominowana przez czterokondygnacyjne wieże, dwukrotnie wyższe od korpusu. Do drugiej kondygnacji są one częściowo wtopione w korpus i czworokątne, powyżej przechodzą w ośmiokątne (o czterokrotnie, uskokowo zmieniającym się przekroju). Wieże nakrywają smukłe, ośmiopołaciowe iglice o złoconymi koronach. Przedział międzywieżowy jest trochę wyższy od korpusu nawowego, ale nakrywa go ten sam, dwuspadowy dach. Prezbiterium nakrywa dach dwuspadowy, absydę - dach trójboczny. Pięciokątne wieżyczki posiadają trójpołaciowe daszki, pozostałe części świątyni nakryte są dachami pulpitowymi. Nad południowo-wschodnim szczytem korpusu znajduje się wieżyczka na sygnaturkę – ośmiokątna, nakryta ośmiopołaciowym, namiotowym daszkiem. Posiada ostrołukowe prześwity w każdym boku i trójkątne szczyciki w co drugim.

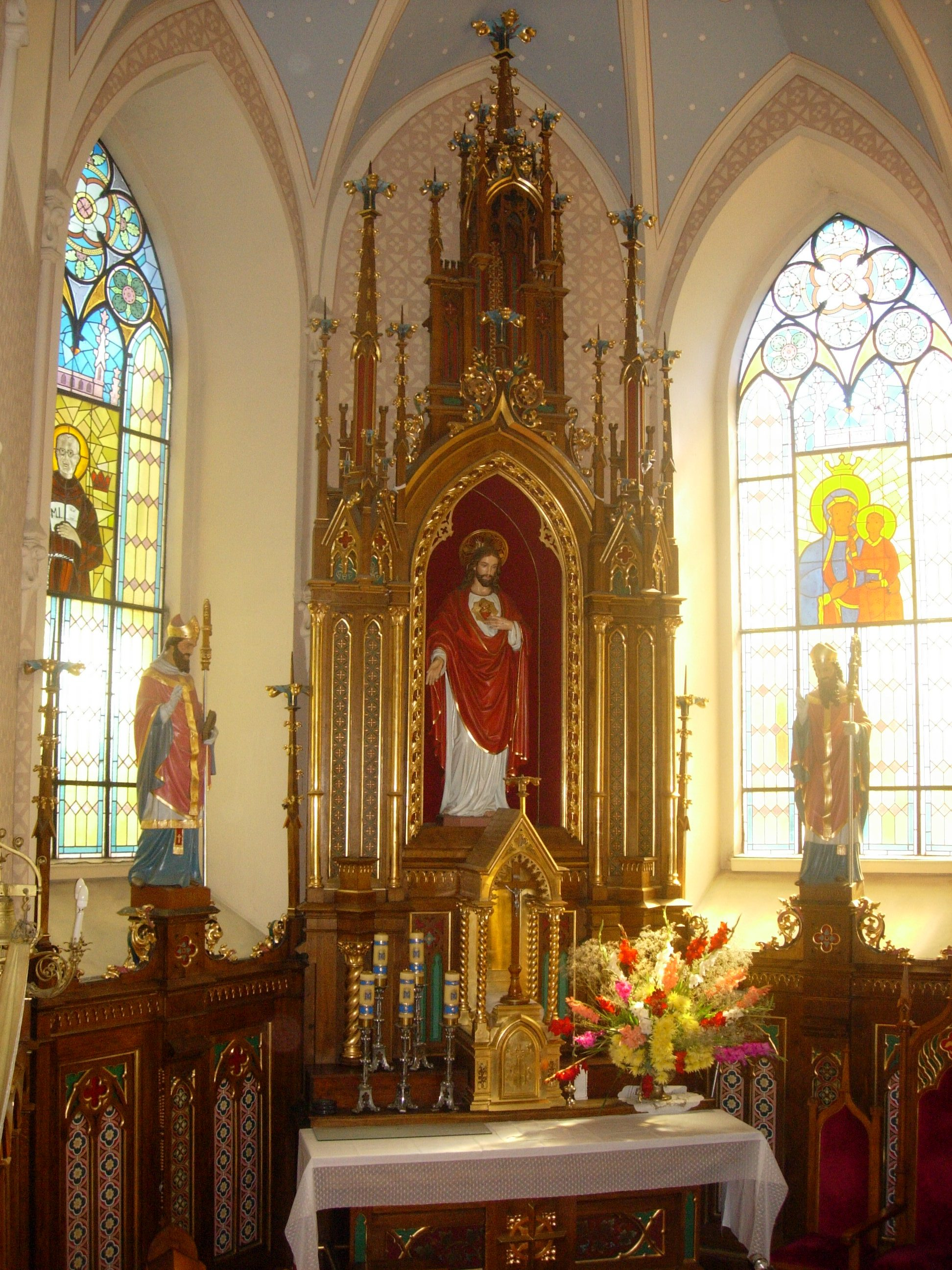
Wnętrze kościoła

Fasada świątyni jest tworzona przez frontową ścianę przedziału międzywieżowego. Jest ona prostokątnie wydłużona, posiada dwie kondygnacje, ujęta jest po bokach uskokowymi przyporami, natomiast od góry jest zamknięta schodkowym szczytem z blankami. Pierwsza kondygnacja ukoronowana jest kształtowanym w tynku profilowanym gzymsem. Znajduje się w niej portal z wejściem głównym, a po jego bokach znajdują się ostrołukowe płyciny. Portal posiada uskokowo profilowane ościeża z pseudokorynckimi kolumienkami. W górnej kondygnacji fasady znajduje się ostrołukowe okno umieszczone w dekoracyjnym obramieniu z kształtowanych w tynku laskowań. Nad nim jest widoczny masywny, profilowany gzyms sugerujący belkowanie. Szczyt jest rozczłonkowany ostrołukowymi blendami i prześwitami, na środku jest umieszczony zegar.